# اناهی
اناهی (به پرتغالی: Anahy) یک سکونتگاه مسکونی در برزیل است که در پارانا واقع شده‌است.